# Hedwige Borzęcka
Hedwige Borzęcka (Hrodna, 1er février 1863- Kenty, 27 septembre 1906) est une religieuse polonaise, cofondatrice des sœurs de la Résurrection de Notre Seigneur Jésus-Christ et reconnue vénérable par l'Église catholique.

## Biographie
Hedwige naît le 1er février 1863 à Grodno, capitale du gouvernement de Grodno au sein de l'Empire russe (maintenant Hrodna en Biélorussie). Après le décès de son père en 1875, elle déménage à Rome avec sa mère Céline Chludzińska Borzęcka.
Là, elles rencontrent le Père Pierre Semenenko, fondateur de la congrégation de la Résurrection de Notre-Seigneur Jésus-Christ, qui devient leur directeur spirituel et prépare Hedwige à la première communion. Elle reçoit ensuite la confirmation le 24 avril 1876 des mains du cardinal Mieczysław Ledóchowski.
Après une retraite spirituelle en 1881, elle annonce à sa mère qu'elle désire fonder une congrégation religieuse avec elle. Elles pensent créer la branche féminine des Résurrectionnistes mais à la suite de la mort du Père Semenenko en 1886, elles se rapprochent cardinal-vicaire Lucido Maria Parocchi et crée une petite communauté. Le 6 janvier 1891, elle prononce ses vœux avec sa mère en présence de Mgr Parocchi.
Elle dirige une école de filles et forment les novices. Elle est ensuite responsable de la communauté de Rome lorsque Mère Céline se rend à Kenty pour fonder un monastère. Avec la publication du décret approuvant la congrégation en 1905, Mère Céline nomme Hedwige assistante générale et première conseillère de l'ordre mais le 27 septembre 1906, Mère Hedwige perd soudainement connaissance et décède à l'âge de 43 ans.

## Cause de Béatification
La cause de la béatification d'Hedwige Borzęcka est introduite dans l'archidiocèse de Cracovie le 10 avril 1954 dont le dossier est transféré à Rome le 27 juin 1969. Elle est reconnue vénérable le 17 décembre 1982 par le pape Jean-Paul II.